# Giric
Giric (škot. Griogair mac Dhunghail), poznat i kao Grgur Veliki (? - ?, oko 890.), kralj Pikta i vjerojatno Albe od 878. do 889. godine. Podaci o njegovom životu su površni pa, osim što nije poznato je li doista bio kralj škotskog kraljevstva Albe, nije poznato ni je li vladao sam ili zajedno s Eochaidom, koji se u izvorima spominju u približno istom razdoblju.

## Vanjske poveznice
- Kralj Eochaid i kralj Giric - undiscoveredscotland.co.uk (engl.)

| Prethodnik:      | Kralj Pikta i Škota (878. - 889.) | Nasljednik:            |
| Aedh (877.-878.) | Kralj Pikta i Škota (878. - 889.) | Donald II. (889.-900.) |